# Yichunentulus
Yichunentulus es un género de Protura en la familia Acerentomidae.

## Especies
- Yichunentulus yichunensis Yin, 1980